# Les Enfants lumière
Les Enfants lumière est un roman québécois paru en 2012 écrit par l'auteur Serge Lamothe et publié chez éditions Alto.

## Synopsis
Campé dans un univers Post-apocalyptique (dans la mouvance d'un courant post-humaniste ou post-historique) ce roman par nouvelles s'inscrit dans la continuité d'un précédent roman de Lamothe, Les Baldwin (2004). L'auteur y poursuit la recension des survivants d'une apocalypse fictive, d'un temps d'après la Fin de l'Histoire, tout en évoquant la fin du turbo-libéralisme et du cyber-capital. Les Enfants lumière imaginés par Lamothe sont des êtres mutants capables de modifier leur propre code génétique.

## Style
Chaque chapitre du livre porte sur la destinée d'un membre de la famille Baldwin.

## Extrait
- L'Actualité, « Selena, par Serge Lamothe »

## Sources
- Sylvain Campeau dans le Huffington Post, « Les Enfants lumière, un roman de Serge Lamothe »
- Radio-Canada, « Serge Lamothe aux confins de la posthistoire »
- (en) Canadian Literature, « The Baldwins by Serge Lamothe; Sleeping on the Moon by Sylvia Adams; Moving Day by Terence Young; | Book reviews | Canadian Literature », Canlit.ca, 8 décembre 2011 (consulté le 11 mars 2012)
- « Intercâmbio : Revue d’Études Françaises (II série, vol. 5, 2012 - volume integral) Dir. José Domingues de Almeida » Emploi absurde et identité abstraite dans "Les Baldwin" de Serge Lamothe", par Marie-Pierre Boucher, p. 77-91.
- Christian Desmeules dans le Devoir, « Les posthistoires déroutantes de Serge Lamothe »
- Jean-François Chassay, « Le génome est un champ de ruines », Observatoire de l'imaginaire contemporain.